# Толані-Лейк (Аризона)
Толані-Лейк (англ. Tolani Lake) — переписна місцевість (CDP) в США, в окрузі Коконіно штату Аризона. Населення — 227 осіб (2020).

## Географія
Толані-Лейк розташоване за координатами 35°25′51″ пн. ш. 110°50′35″ зх. д. / 35.43083° пн. ш. 110.84306° зх. д. (35.430955, -110.843150).  За даними Бюро перепису населення США в 2010 році переписна місцевість мала площу 1,11 км², уся площа — суходіл.

## Демографія
Згідно з переписом 2010 року, у переписній місцевості мешкало 280 осіб у 72 домогосподарствах у складі 59 родин. Густота населення становила 253 особи/км².  Було 98 помешкань (89/км²).
Расовий склад населення:
| - 98,9 % — корінних американців - 0,7 % — білих |

До двох чи більше рас належало 0,4 %. Частка іспаномовних становила 2,5 % від усіх жителів.
За віковим діапазоном населення розподілялося таким чином: 37,5 % — особи молодші 18 років, 54,3 % — особи у віці 18—64 років, 8,2 % — особи у віці 65 років та старші. Медіана віку мешканця становила 27,5 року. На 100 осіб жіночої статі у переписній місцевості припадало 98,6 чоловіків;  на 100 жінок у віці від 18 років та старших — 90,2 чоловіків також старших 18 років.
Середній дохід на одне домашнє господарство  становив 30 133 долари США (медіана — 21 458), а середній дохід на одну сім'ю — 34 121 долар (медіана — 22 250). За межею бідності перебувало 45,1 % осіб, у тому числі 48,4 % дітей у віці до 18 років та 22,2 % осіб у віці 65 років та старших.
Цивільне працевлаштоване населення становило 86 осіб. Основні галузі зайнятості: освіта, охорона здоров'я та соціальна допомога — 40,7 %, мистецтво, розваги та відпочинок — 16,3 %, транспорт — 9,3 %, публічна адміністрація — 9,3 %.